# Повернення (фільм, 1977)
«Повернення» («დაბრუნება») — радянський художній фільм 1977 року, знятий режисером Рамазом Шарабідзе на кіностудії «Грузія-фільм».

## Сюжет
Важа повертається до рідного села з ув'язнення. Колись він украв корову. Першокласний водій, він насилу все-таки влаштується на роботу (у цьому йому допоможе, звичайно, дільничний), і постарається бути з усіма і як усі.

## У ролях
- Зураб Капіанідзе — Важа (дублював О. Мокшанцев)
- Гіві Берікашвілі — Бідзіна (дублював О. Сафонов)
- Кетеван Бочорішвілі — мати (дублювала Н. Зорська)
- Ія Хобуа — Веро (дублювала А. Кончакова)
- Радін Хелашвілі — Гогія (дублював В. Карандєєв)
- Ліа Капанадзе — роль дугого плану
- Леван Пілпані — роль дугого плану
- Шота Габелая — роль дугого плану
- Зураб Лаферадзе — роль дугого плану
- Мераб Еліозішвілі — роль дугого плану
- Михайло Вашадзе — роль дугого плану
- Тенгіз Папідзе — роль дугого плану
- Оліа Джаніашвілі — роль дугого плану
- Тенгіз Арчвадзе — роль дугого плану
- Етері Бежуашвілі — роль дугого плану
- Лері Зардіашвілі — роль дугого плану
- Нестан Квеїдзе — роль дугого плану

## Знімальна група
- Режисер — Рамаз Шарабідзе
- Сценарист — Мераб Еліозішвілі
- Оператор — Гіві Рачвелішвілі
- Композитор — Сулхан Насідзе
- Художник — Джемал Мірзашвілі